# Vacusus
Vacusus es un género de coleóptero de la familia Anthicidae.

## Especies
Las especies de este género son:
- Vacusus arcanus
- Vacusus confinis
- Vacusus desertorum
- Vacusus formicetorum
- Vacusus martinsi
- Vacusus monitor
- Vacusus nigritulus
- Vacusus prominens
- Vacusus supplex
- Vacusus suspeclus
- Vacusus vicinus